# Тапи (река)
Тапи́ (тайск. แม่น้ำตาปี) — река в Таиланде, впадает в Сиамский залив. Самая длинная река Южного Таиланда. Длина реки — 230 км. Площадь водосборного бассейна — 11585 км².
Тапи берёт начало на склонах горы Луанг и протекает по территории провинции Накхонситхаммарат, впадая в бухту Бандон Сиамского залива близ города Сураттхани, образуя в устье широкий эстуарий.
Крупнейший приток — река Пхумдуанг (6125 км²), площадь бассейна которой превышает бассейн Тапи (без Пхумдуанга — 5460 км²).
В 9 км от устья на реке расположен островок Лампху. Болотная местность Нонгтхунгтхонг на реке в среднем течении объявлена охраняемой. На её территории запрещена охота. При создании в 1975 году её площадь составляла 29,6 км², но в 1989 году была увеличена до 64,5 км².
Своё наименование река получила в честь индийской реки Тапти в 1915 году, одно из названий которой также «Тапи».

## Изображения

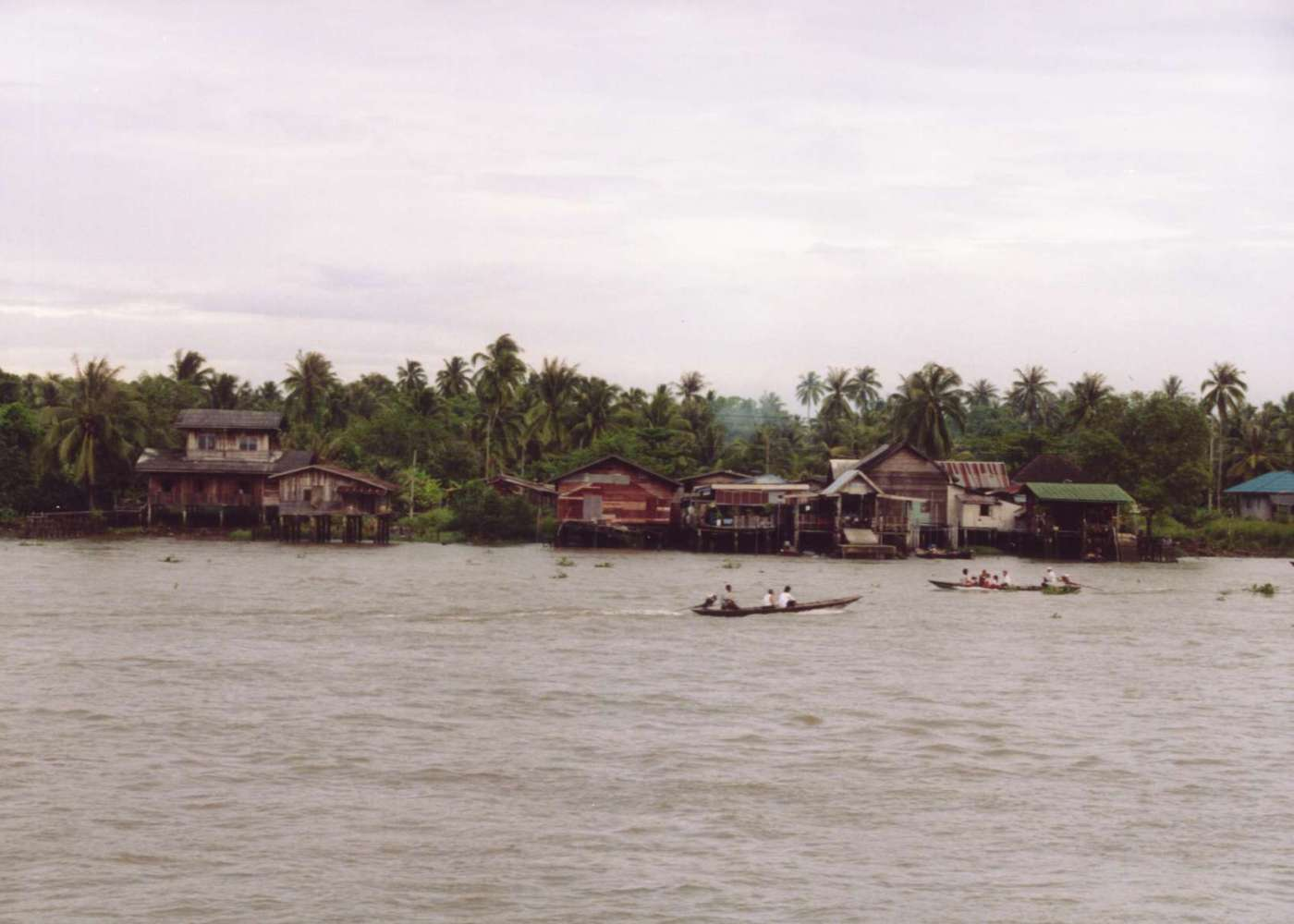
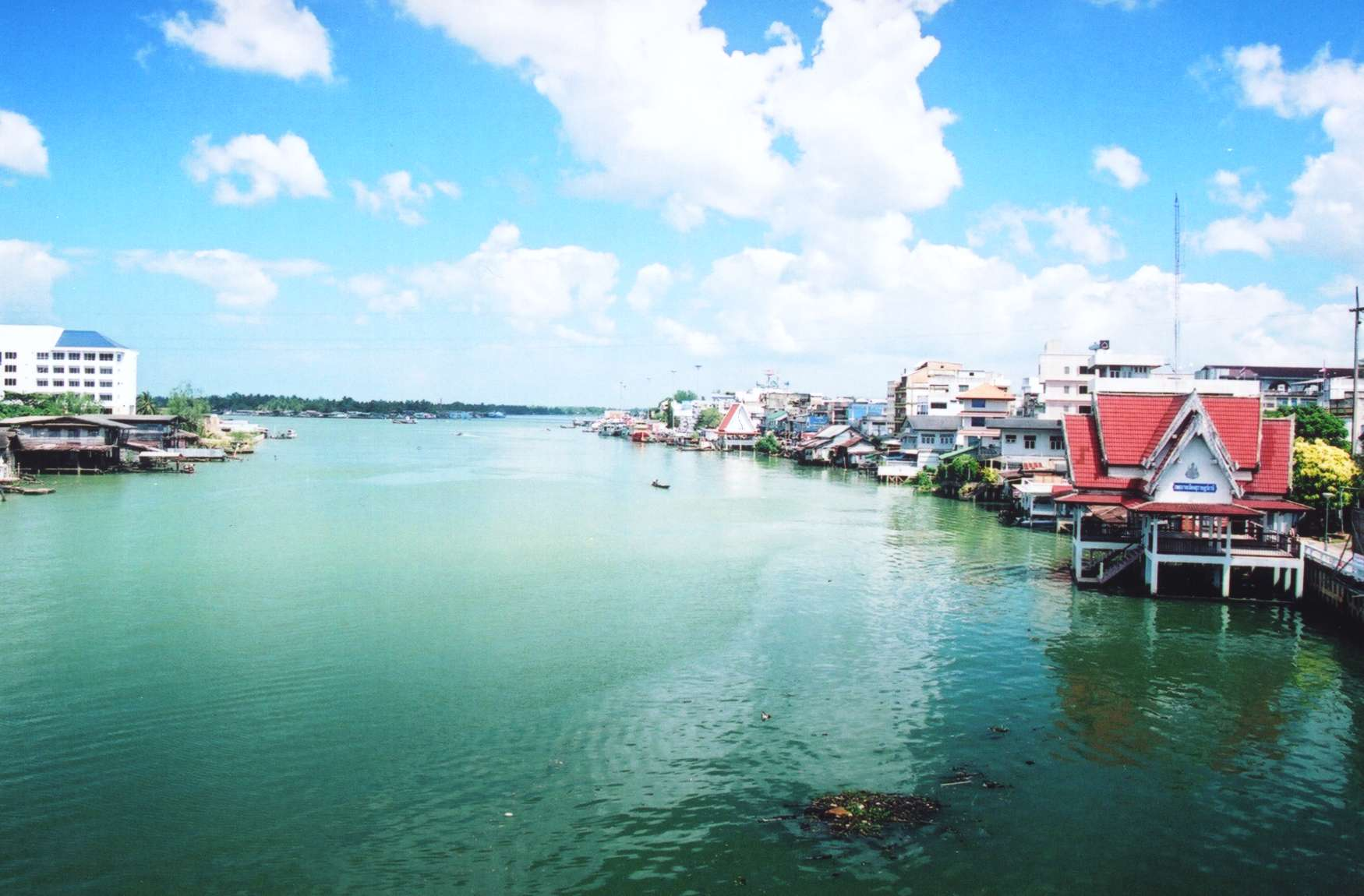
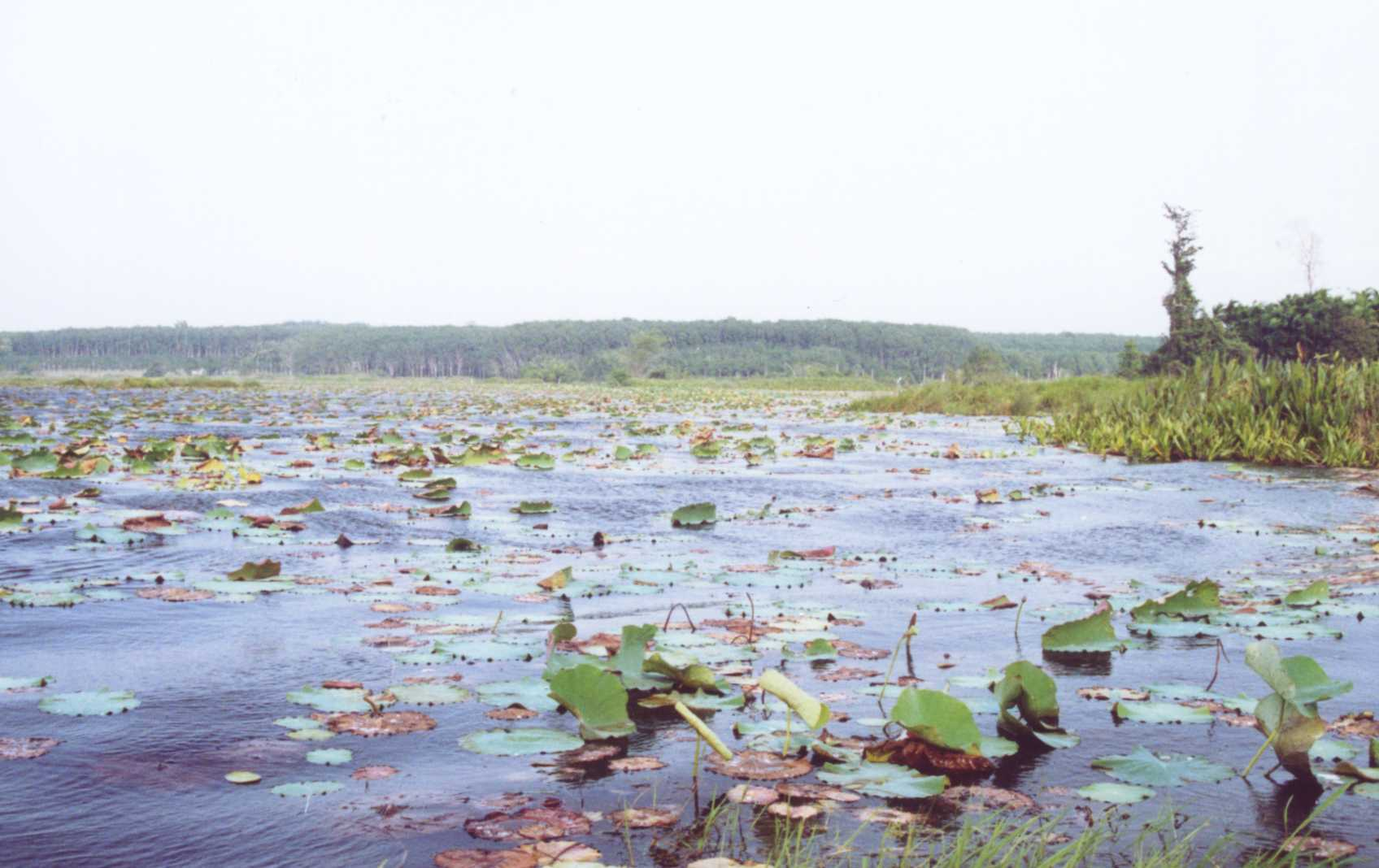